# Andreas Silberbauer
Andreas Silberbauer (* 17. März 1992) ist ein österreichischer Triathlet. Er ist Staatsmeister Duathlon (2018), Vize-Europameister Cross Duathlon (2019) und zweifacher sowie amtierender Staatsmeister Cross-Triathlon (2019, 2022).

## Werdegang
Andreas Silberbauer wuchs auf als das jüngste von vier Kindern und fing als 12-Jähriger mit regelmäßigem Lauftraining an. Von 2006 bis 2011 besuchte er die HTL Krems. 
2010 wurde er Österreichischer Meister Halbmarathon in der Klasse U23.
In Deutschlandsberg wurde er 2015 Vize-Staatsmeister Duathlon.
Im Mai 2017 wurde er beim Linz-Triathlon Vize-Staatsmeister auf der Mitteldistanz und im Folgejahr wurde er im Rahmen des Trumer Triathlon wieder Vize-Staatsmeister.
Bei der ITU-Weltmeisterschaft Cross-Triathlon belegte der 27-Jährige im April 2019 den 14. Rang. Andreas Silberbauer wurde im Mai 2019 im Rahmen des X-Triathlons Staatsmeister Cross-Triathlon (1 km Schwimmen, 24 km Mountainbike und 9 km Laufen) und im Juli wurde er Vize-Europameister Cross Duathlon.
Im März 2021 wurde er in Villach Vize-Staatsmeister Winter-Triathlon.
In Innsbruck wurde der 30-Jährige im Juni 2022 zum zweiten Mal Staatsmeister Cross-Triathlon.
Andreas Silberbauer startet im ÖTRV Cross-Triathlon Nationalteam. Er lebt mit seiner Frau, der Triathletin Susanne Silberbauer in Grieskirchen.

## Sportliche Erfolge
| Datum/Jahr    | Rang | Wettbewerb                                       | Austragungsort  | Zeit     | Bemerkung                                                      |
| ------------- | ---- | ------------------------------------------------ | --------------- | -------- | -------------------------------------------------------------- |
| 26. Mai 2024  | 4    | ÖTRV Triathlon-Staatsmeisterschaft Mitteldistanz | St. Pölten      | 04:04:54 | hinter Michael Weiss                                           |
| 28. Mai 2023  | 4    | ÖTRV Triathlon-Staatsmeisterschaft Mitteldistanz | Stubenberg      | 04:01:47 | hinter Michael Weiss                                           |
| 21. Aug. 2021 | 1    | Steeltownman                                     | Linz            |          | Sieger auf der Sprintdistanz                                   |
| 8. Aug. 2021  | 2    | Traismauer Triathlon                             | Traismauer      | 02:09:38 |                                                                |
| 25. Aug. 2019 | 4    | ÖTRV Triathlon-Staatsmeisterschaft Mitteldistanz | Bregenz         | 03:56:28 | beim Trans Vorarlberg Triathlon                                |
| 22. Juli 2018 | 2    | ÖTRV Triathlon-Staatsmeisterschaft Mitteldistanz | Obertrum am See |          | Vize-Staatsmeister auf der Mitteldistanz beim Trumer Triathlon |
| 23. Juni 2018 | 2    | Steeltownman                                     | Linz            |          | Sprintdistanz                                                  |
| 2. Juni 2018  | 1    | Linz-Triathlon                                   | Linz            |          | Sieger auf der Kurzdistanz                                     |
| 27. Mai 2017  | 2    | ÖTRV Triathlon-Staatsmeisterschaft Mitteldistanz | Linz            |          | Vize-Staatsmeister auf der Mitteldistanz beim Linz-Triathlon   |

| Datum/Jahr    | Rang | Wettbewerb                                 | Austragungsort | Zeit     | Bemerkung |
| ------------- | ---- | ------------------------------------------ | -------------- | -------- | --- |
| 16. Juni 2022 | 1    | ÖTRV Staatsmeisterschaft Cross-Triathlon   | Innsbruck      | 02:02:45 | zum zweiten Mal Staatsmeister Cross-Triathlon                                                                 |
| 29. Juni 2019 | 7    | ETU Cross Triathlon European Championships | Târgu Mureș    | 01:47:01 | Europameisterschaft Cross-Triathlon                                                                           |
| 30. Apr. 2019 | 14   | ITU Cross Triathlon World Championships    | Pontevedra     | 01:54:34 | ITU-Weltmeisterschaft Cross-Triathlon                                                                         |
| 25. Mai 2019  | 1    | ÖTRV Staatsmeisterschaft Cross-Triathlon   | Innsbruck      | 01:55:42 | Staatsmeister Cross-Triathlon im Rahmen des X-Triathlons (1 km Schwimmen, 24 km Mountainbike und 9 km Laufen) |
| 26. Mai 2018  | 2    | ÖTRV Staatsmeisterschaft Cross-Triathlon   | Innsbruck      |          | Vize-Staatsmeister Cross-Triathlon                                                                            |
| 25. Juni 2016 | 20   | ETU Cross Triathlon European Championships | Vallée de Joux | 02:58:52 | Europameisterschaft Cross-Triathlon                                                                           |

| Datum/Jahr   | Rang | Wettbewerb                               | Austragungsort | Zeit     | Bemerkung                                 |
| ------------ | ---- | ---------------------------------------- | -------------- | -------- | ----------------------------------------- |
| 6. März 2021 | 2    | ÖTRV Staatsmeisterschaft Wintertriathlon | Villach        | 01:35:58 | Vize-Staatsmeister hinter Robert Gehbauer |

| Datum/Jahr    | Rang | Wettbewerb                                    | Austragungsort         | Zeit     | Bemerkung                                                |
| ------------- | ---- | --------------------------------------------- | ---------------------- | -------- | -------------------------------------------------------- |
| 27. Apr. 2024 | 3    | ÖTRV Staatsmeisterschaft Duathlon             | Maissau                | 01:15:23 |                                                          |
| 6. Apr. 2019  | 2    | ÖTRV Staatsmeisterschaft Duathlon             | Rohrbach an der Gölsen | 01:47:39 | Vize-Staatsmeister Duathlon                              |
| 19. Aug. 2018 | 1    | ÖTRV Staatsmeisterschaft Duathlon Langdistanz | Weyer                  |          | Staatsmeister Duathlon-Langdistanz beim Powerman Austria |
| 14. Apr. 2018 | 1    | ÖTRV Staatsmeisterschaft Duathlon             | Rohrbach an der Gölsen |          | Staatsmeister Duathlon                                   |
| 17. Sep. 2016 | 3    | ÖTRV Staatsmeisterschaft Duathlon             | Deutschlandsberg       |          | beim City Duathlon                                       |
| 13. Sep. 2015 | 2    | ÖTRV Staatsmeisterschaft Duathlon             | Deutschlandsberg       | 01:29:14 |                                                          |

| Datum/Jahr    | Rang | Wettbewerb                                | Austragungsort | Zeit     | Bemerkung                         |
| ------------- | ---- | ----------------------------------------- | -------------- | -------- | --------------------------------- |
| 2. Juli 2019  | 2    | ETU Cross Duathlon European Championships | Târgu Mureș    | 01:39:14 | Vize-Europameister Cross Duathlon |
| 23. Okt. 2018 | 2    | ETU Cross Duathlon European Championships | Ibiza          |          |                                   |

(DNF – Did Not Finish)